# Literatura extremeña

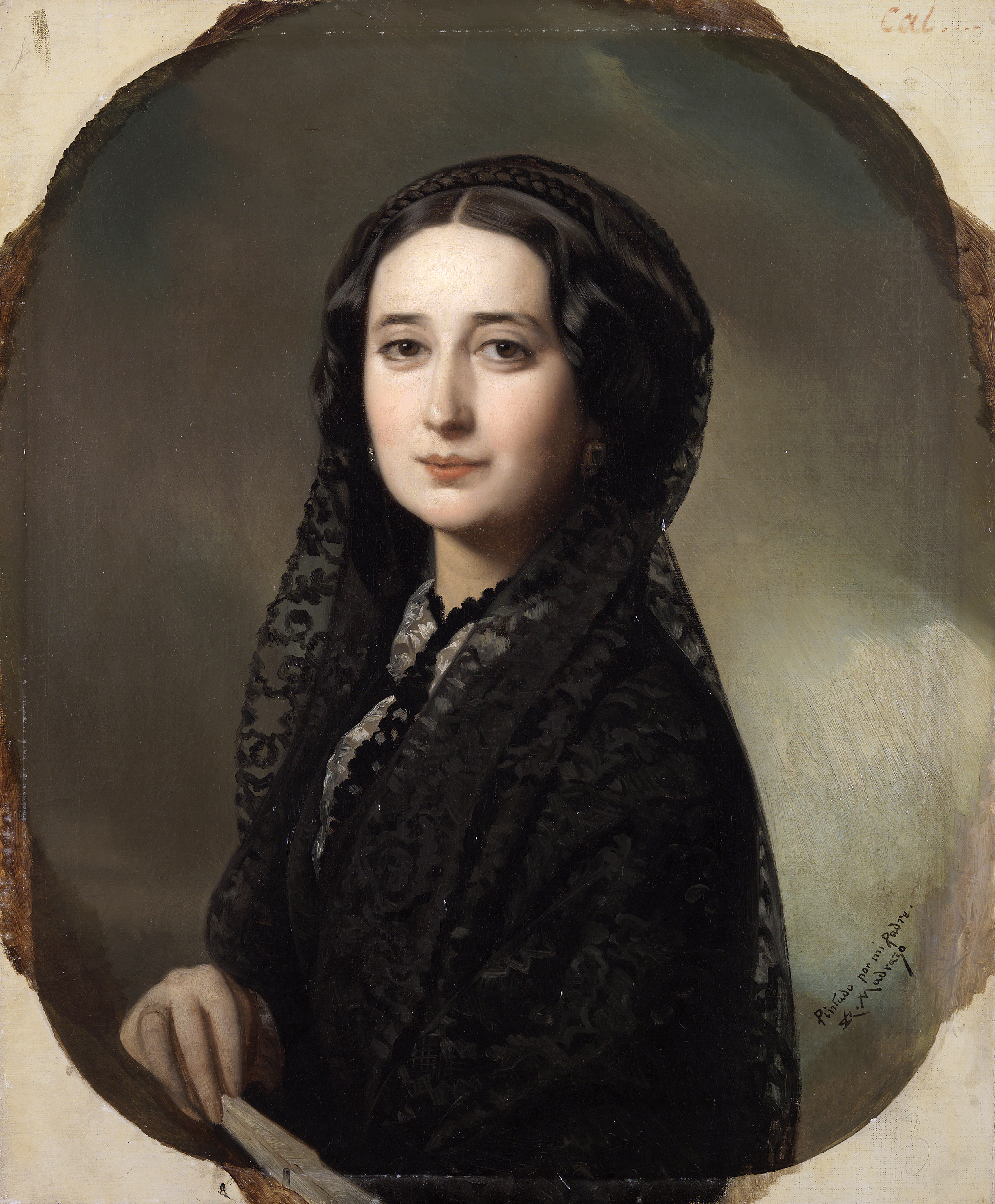
Carolina Coronado es una de las escritoras más destacadas de la literatura extremeña en castellano.

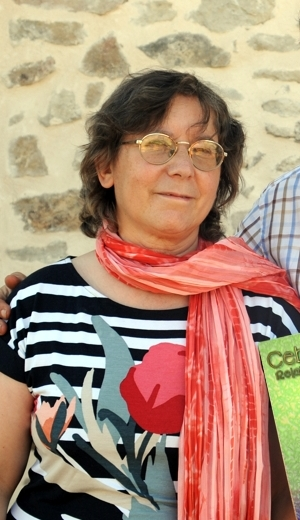
Elisa Herrero Uceda es una de las escritoras más destacadas de la literatura extremeña en extremeño.

La literatura extremeña es aquella escrita en las distintas lenguas habladas en Extremadura: castellano, extremeño, castúo, fala y portugués.
Se puede decir que la literatura extremeña empieza con los textos escritos en latín. Uno de los primeros testimonios que tenemos hoy es De vita et miraculis Patrum Emeritensium (635) atribuido a Paulo Diácono.
A lo largo del tiempo, la mayoría de los autores extremeños han escrito en castellano y sólo en los últimos siglos han aparecido obras en las otras lenguas de Extremadura, como el extremeño y el castúo.

## Literatura en latín
Uno de los primeros textos de la literatura extremeña, escrito en latín, es De vita et miraculis Patrum Emeritensium (635), atribuido a Paulo Diácono.
También en esta lengua escribió Juan de Carvajal (1400-1469), quien fue religioso, diplomático, obispo y cardenal. Entre sus obras destacan Defensio sedis apostolicae, Relatio compendiaria legationum suarum, escritas entre 1441 y 1455, en la época en que estuvo en Roma, Hungría y Alemania, el Opus epistolarum o sus Sermones. Otro religioso extremeño que escribió en latín fue Bernardino López de Carvajal y Sande, autor, entre otras, de la Oratio ad Alexandrum VI nomine regum Hispaniae habita super praestanda solemni obedientia (1492).

## Literatura en castellano

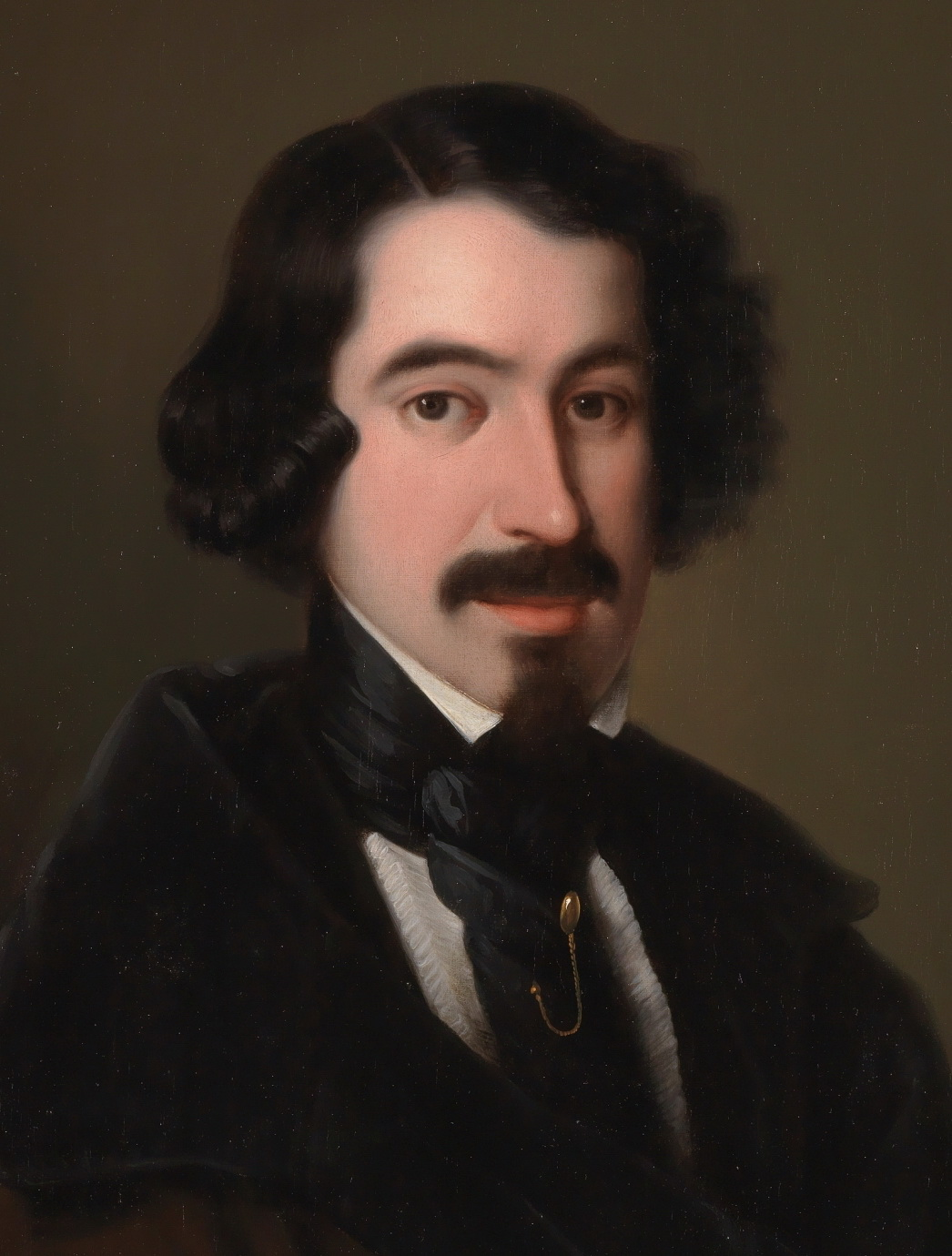
José de Espronceda es uno de los escritores extremeños en castellano más destacados.

Es cierto que es complicado encontrar escritores extremeños en lengua romance hasta el siglo XV, debido a que entre los siglos XIII y XV la región sufrió un proceso de Reconquista. En el siglo XV, con el resurgir cultural de ciudades como Guadalupe o Plasencia, comienza la floración de las letras extremeñas gracias al impulso de la biblioteca del Monasterio de Guadalupe. Encontramos así el Tratado muy devoto del viaje e misterios de la tierra santa de Jerusalén por Fray Alonso de Medina.
Algunos autores de este siglo son Vicente Arias de Balboa (†1414), que glosó el Fuero Real, y Bartolomé Torres Naharro (1485-1520?), poeta y dramaturgo del Renacimiento, de quien destaca Propalladia ("Primeros dones a Palas"), que retrata la vida romana. Domingo Marcos Durán (c. 1465–1529) publicó el primer tratado de musicología en castellano, Lux Bella (1492), al que siguieron Comento Sobre Lux Bella (1498) y Súmula de Canto de Organo (c. 1507).
En el siglo XVI se observa una gran floración de la literatura en Extremadura, con dramaturgos como Vasco Díaz Tanco (†1560), Bartolomé Torres Naharro, y poetas como Francisco de Aldana (1537-1578) y Joaquín Romero de Cepeda (1545-1581), cuya obra es en buena parte de circunstancias y de estilo italianizante. Entre las obras de Díaz Tanco destacan Jardín del alma cristiana, El Astrolabio natalicio y Cuando su rey en prisión. Otro dramaturgo es Luis Miranda de Villafañe (1575), que escribió La comedia pródiga (1554), donde se incluyen varios cuadros de la vida española de la época. En gramática y retórica destaca Francisco Sánchez de las Brozas (1523–1600), conocido como "El Brocense". También se distingue Benito Arias Montano (1527-1598), que dirigió la edición de la Biblia Políglota de Amberes (conocida como Biblia Regia).
En el ámbito místico destacan San Pedro de Alcántara (1499-1562), con obras como el Tratado de la oración y la meditación (1557), y San Juan de la Cruz (1542-1591), con su Cántico espiritual (1578). En la épica, destaca Luis Zapata de Chaves (1526-1595) con su poema Carlo famoso, escrito en octavas reales, con cincuenta cantos, publicado en 1566.
En el siglo XVII no abundan escritores de gran calidad. Se puede destacar a Antonio de Monroy, elogiado por Cervantes en su Viaje del Parnaso, y Alonso de Acevedo, que publicó el canto épico La creación del mundo. También encontramos el libro Comentarios de D. García de Silva y Figueroa de la embajada que de parte del rey de España Don Felipe III hizo al rey Xa Abas de Persia, escrito entre 1614 y 1624, aunque no fue publicado hasta 1903.}
En el siglo XVIII, destaca el dramaturgo Vicente Antonio García de la Huerta (1734–1787) con su obra Raquel, estrenada en 1778 en Madrid, durante su exilio en Orán. La obra apareció en el momento de consolidación de la tragedia neoclásica como género en España. Entre los poetas destacan Cristóbal de la Beña (1777-1833), Francisco Gregorio de Salas (1729-1808), autor de la Décima a Extremadura, y Juan Meléndez Valdés (1754-1817). Otros autores son Juan Pablo Forner (1756-1797), de quien destaca Exequias de la lengua castellana, obra satírica en prosa y verso; y Antonio Mogollón, que escribió Lamentaciones de Jeremías, profeta, un libro de 47 páginas con introducción en prosa y cuatro capítulos en verso, además de otras composiciones breves para las fiestas de la proclamación del Estatuto Real de Gaudalupe.
El siglo XIX comienza con el Romanticismo, con escritores destacados como José de Espronceda (1808–1842) y Carolina Coronado (1823–1911). De esta última sobresalen Jarilla (1850) y La rueda de la desgracia (1873). Otros autores son Vicenta García Miranda de Campanario, inspirada por Coronado, con su único libro Flores del valle, compuesto por 75 poemas; el político Antonio Hurtado Valhondo (1825-1878), autor de la novela Corte y cortijo (1870), premiada por la Real Academia de la Lengua; Juan Donoso Cortés, con Elegía a la duquesa de Frías y El cerco de Zamora; y Juan Leandro Jiménez, de quien se descubrió un manuscrito inédito dedicado a una poetisa extremeña de la época.
En el siglo XX destacan Antonio Reyes Huertas (1887–1952) con sus Estampas campesinas, Pedro Romero Mendoza (1896–1969), director de la revista Alcántara durante 20 años; Jesús Delgado Valhondo (1909–1993), Manuel Pacheco (1920–1998), y Felipe Trigo (1864–1916) con Jarrapellejos (1914), Mario Roso de Luna (1872–1931) quien escribió obras de inspiración teosófica, Enrique Segura Otaño fue director de la Revista de Estudios Extremeños y redactor jefe del Diario de Badajoz. Diego Doncel es otro autor destacado, ganador del Premio Adonáis en 1990 por El único umbral y el Premio Café Gijón por la novela Amantes en el tiempo de la infamia (2013). También es relevante Félix Grande Lara (1937–2014), ganador de premios como el Premio Adonáis (1963) por Las piedras, el Premio Guipúzcoa (1965) por Música amenazada, el Premio Eugenio d'Ors (1965) por Las calles, el Premio Casa de las Américas (1967) por Blanco Spirituals, el Premio Nacional de Poesía (1978) por Las rubáiyatas de Horacio Martín,  y el Premio Felipe Trigo de Narración Corta (1994) por El marido de Alicia. Luis Landero recibió el Premio de la Crítica y el Premio Nacional de Narrativa por Juegos de la edad tardía (1989).
Entre las mujeres destacan Pureza Canelo Gutiérrez, Premio Adonáis (1970) por Lugar común, e Irene Sánchez Carrón, quien ha recibido, entre otros, el Premio Hermanos Argensola (1997) por Porque no somos dioses, el Premio Adonáis (1999) por Escenas principales de un actor secundario, el Premio Antonio Machado (2008) por Ningún mensaje nuevo y el Premio Emilio Alarcos (2017) por Micrografías.
En el siglo XXI destaca Dulce Chacón, ganadora del Premio Azorín por Cielos de barro (2000), ambientada en la posguerra en Extremadura. Su novela La voz dormida, desarrollada entre la cárcel de las Ventas y una pensión en la calle Atocha de Madrid, recibió el Premio Libro del Año (2002) y fue adaptada al cine en 2011. Su hermana Inma Chacón fue finalista del Premio Planeta 2011 con Tiempo de arena. También se distingue José Cercas Domínguez, ganador del Premio Internacional de Literatura Gustavo Adolfo Bécquer (2021) por Lo que en verdad sucede y por el conjunto de su obra.

## Literatura en extremeño

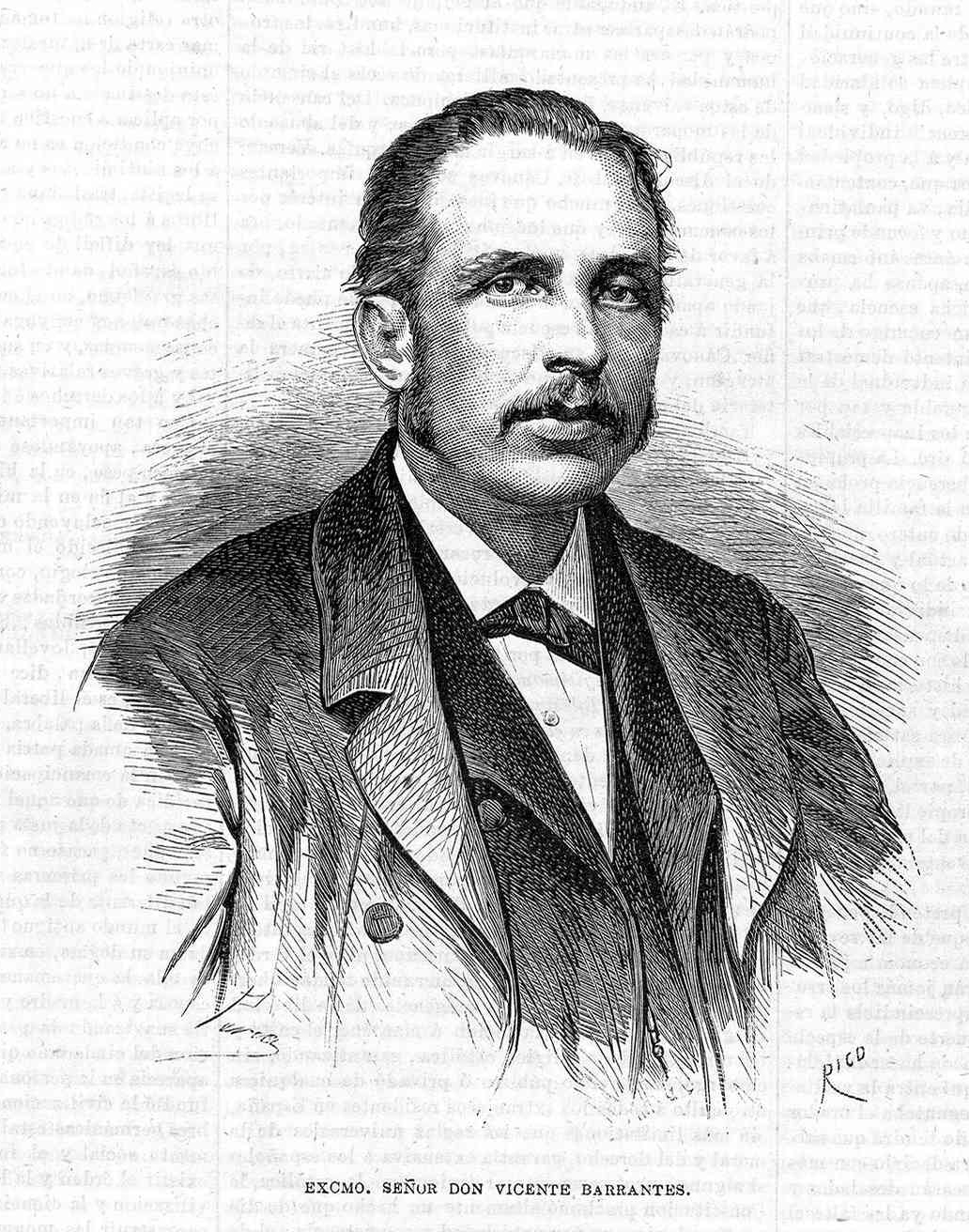
Vicente Barrantes Moreno es el primer autor que conocemos que utilizó el extremeño. Esta lengua fue usada en el sainete cómico "Idilio de última moda", incluido en Días sin sol (1875).

La lengua de Extremadura comienza a aparecer en la documentación desde el siglo XIII. En el siglo XVII aparecen textos en el subdialecto talaverano (1638). El extremeño empieza a tener más presencia en la literatura con Vicente Barrantes y su Días sin sol de 1875.
En 1984, José María Alcón Olivera publicó Requilorios, la primera novela escrita en extremeño. Hubo que esperar hasta los años 2000 para ver nuevas publicaciones en extremeño, en este caso, en la variante de El Rebollar, con El corral los mis agüelus, de José Benito Mateos Pascual. Esta fue seguida por la Primera Antología de Poesía Extremeña en el año 2005. En 2011 se publicó La nueva literatura en estremeñu, seguida en 2012 por una segunda parte.
En 2012, Ismael Carmona García publicó el poemario Pan i verea. Los hermanos Miguel Herrero Uceda y Elisa Herrero Uceda publicaron dos libros de relatos en extremeño: uno en 2012, con el título Ceborrincho, relatos extremeños, y otro en 2015, titulado Mamaeña, relatos extremeños. Otros libros en los años posteriores son La huélliga de Marcos Cruz Díaz y El sol del lobu de Aníbal Martín. En 2025, Vicente Costalago publicó Euris estremeñus i sotras poemas, dividido en tres partes: la primera con poemas épicos sobre varios héroes extremeños; la segunda con poesías religiosas; y una última con poesías sueltas.

## Literatura en castúo

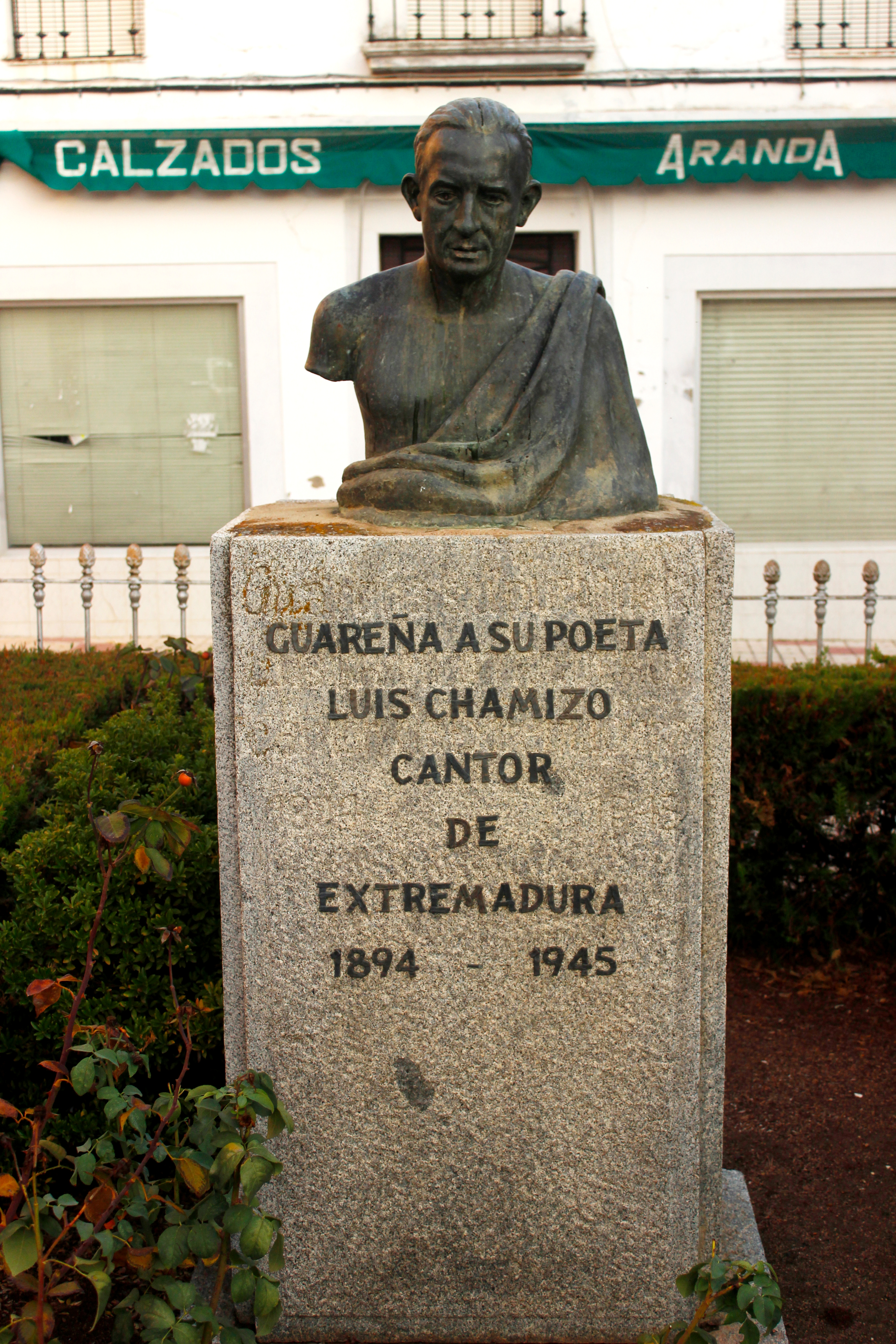
Con Luis Chamizo nace la literatura en castúo.

Se puede decir que la literatura en castúo tuvo su origen con Luis Chamizo (1894-1945) y su obra El miajón de los castúos.
En el siglo XIX también destacan José María Gabriel y Galán (1870-1905) y Ventura Villarrubia Pila. Y entre los siglos XIX y XX, encontramos a Antonio Reyes Huertas (1887-1952), Javier Feijóo, Carmen Vera y Ricardo Quintana Sánchez-Bote.

## Literatura en fala
No hay mucha literatura escrita en fala. Entre los libros publicados en esta lengua está Versus Valeoris da nosa fala - Obra poética mañega, de Domingo Frades Gaspar. Es una recopilación de poemas escritos por el autor a lo largo de cincuenta años. También existen algunos libros de Contus y Relatus Cortus.
Otros textos en fala pueden encontrarse en Anduriña - Rivista cultural de As Ellas, editada por la Asociación cultural "U Lagartu Verdi" con la colaboración del Ayuntamiento de Eljas, que se publica desde 1997.
Entre las traducciones tenemos el Novu Testamentu en fala, traducido por Mingu (Domingo Frades Gaspar) y El Principito, titulado O/U Pequenu Príncipi. Coordinado por Antonio Garrido Correas, fue realizado por tres amigos: Mingu, Seve y Pepi (Domingo Frades Gaspar, Félix Severino López Fernández y José María González Rodríguez).
Cuandu ei tiña seis anus vi, unha ve, unha lámina magnífica in un libru sobre u Bosqui Vilgin que se chamaba 'Historias vivías'".

## Literatura en portugués oliventino
Si la literatura en fala es escasa, aún lo es más la literatura en portugués oliventino, si es que se puede hablar de una "literatura" en esa lengua.
El único libro que existe hoy en portugués oliventino es U principinhu (El Principito), que ha sido traducido por Manuel Sánchez.

## Autores

### Castellano

#### SigloXVI
- Poesía
  - Garci Sánchez de Badajoz (1460-1526)
  - Francisco de Aldana de Alcántara (1537-1578): Poeta y dramaturgo
  - Joaquín Romero de Cepeda (1545-1581)
- Historia y crónica
  - Juan de Zúñiga y Pimentel (1459-1459): Autor de la obra Historia de los Reyes Godos y de las Órdenes Militares
  - Diego García de Paredes (1466-1530)
  - Cartas de Hernán Cortés (1485-1547)
  - Lorenzo Galíndez de Carvajal (1472-1530)
  - Luis de Zuñiga y Ávila (1510-1573)
  - Rodrigo Dosma y Delgado (1533)
- Misticismo
  - Fray Juan de la Puebla
  - Fray Juan de Guadalupe
  - Fray Tomás de Trujillo: Reprobación de los trajes
  - San Pedro de Alcántara (1499-1562): Tratado de la Oración y la Meditación (1557)
  - Cardenal Juan Martínez Silíceo (1485-1557)
  - Francisco Sánchez de las Brozas - El Brocense (Brozas, 1523-1601): De arti dicendi (1556), Organum dialecticum et rhetoricum cunctis discipulis utilissiumum et necessarium (1579), Arte para saber latín (1595), Grammaticae Graecae Compendium (1581).
  - Benito Arias Montano (Fregenal de la Sierra 1527 - 1598): Liber generatinis Adam, seu de historia generis humani (BDH) (1593), Historia naturae (1601), Contribución a la Biblia Políglota de Amberes, también conocida como Biblia Regia.
  - Luisa Carvajal y Mendoza (1566/1568-1614): Poetisa mística.

#### SigloXVIII
- Dramaturgia
  - Vicente Antonio García de la Huerta (1734 - 1787): Raquel, estrenada en el año 1778 en Madrid, durante el exilio del autor en Orán. La obra apareció en el momento de la consolidación de la tragedia neoclásica española como género.
- Historia
  - Diego Suárez de Figueroa de Badajoz (1727)
  - Ascensio de Morales (1783)
  - Juan Pablo Forner (1756-1797)
- Poesía
  - Francisco Gregorio de Salas (Jaraicejo 1729, Madrid 1808)
  - Juan Meléndez Valdés (1754-1817)

#### SigloXIX
- José de Espronceda (1808-1842)
- Carolina Coronado (1823-1811): Jarilla (1850) y La rueda de la desgracia (1873).
- Vicenta García Miranda de Campanario
- Antonio Hurtado y Valhondo (1825-1878): Corte y Cortijo (1870)
- Bartolomé José Gallardo (1776-1852)
- Felipe Trigo (1864-1916): Jarrapellejos (1914).
- Mario Roso de Luna (1872-1931)
- Enrique Segura Otaño: Director de la Revista de Estudios Extremeños y redactor-jefe del Diario de Badajoz.

#### SigloXX
- Pedro Romero Mendoza (1896-1969)
- Antonio Rodríguez-Moñino (1910-1970)
- Jesús Delgado Valhondo (1909-1993): Fundador de la revista Alor. Figura clave de la poesía extremeña moderna.
- Manuel Pacheco (1920-1998)
- Luis Álvarez Lencero (1923-1983)
- Enrique Díaz Canedo (1879-1944)
- José María Valverde (1926-1996)
- Félix Grande (1937-2014): Poeta y ensayista. Premio Nacional de las Letras.
- Francisco Rodríguez Perera (1901-1969): Publicó dos libros de poesía: Rex (1946) y Alba del Gozo (1954), y un diálogo de contenido filosófico, Sobre los valores humanos (1963).
- Manuel Pecellín Lancharro (n.1944): Autor de la Bibliografía extremeña[53] en diez tomos.
- Pureza Canelo Gutiérrez: Recibió el Premio Adonas de Poesía por Lugar común (1970).

#### SigloXXI
- Álvaro Valverde (n. 1959): Poeta y crítico literario. Referente de la poesía española.
- Eugenio Fuentes (n. 1958): Escritor de novela negra. Creador del detective Ricardo Cupido.
- Javier Cercas (n. 1962): Autor de Soldados de Salamina, Premio Nacional de Narrativa (2010).

### Extremeño
- José María Alcón Olivera
- Juan José Camisón
- Ismael Carmona García
- Vicente Corrales
- Cruz Díaz Marcos
- Francisco Durán Domínguez
- Juan García García
- Aniceto Garrido Retortillo
- Antonio Garrido Correas
- Pablo Gonzálvez
- Elisa Herrero Uceda
- Miguel Herrero Uceda
- Enrique Louzado Moriano
- Luis Martínez Terrón
- José Benito Mateos Pascual
- Antonio Sánchez Gil
- Vicente Costalago
- Diego Sánchez de Badajoz (†1549)

### Castúo
- Luis Chamizo (1894-1945)
- José María Gabriel y Galán (Frades de la Sierra 1870- Guijo de Granadilla 1905)
- Antonio Reyes Huertas (Campanario 1887-1952)
- Javier Feijóo
- Carmen Vera
- Ricardo Quintana Sánchez-Bote
- Ventura Villarubia Pila

## Libros

### Castellano
- 1557: Tratado de la Oración y la Meditación, de San Pedro de Alcántara.
- 1583: La antigua, memorable y sangrienta destruycion de Troya, de Joaquín Romero de Cepeda.
- 1586: Historia de Rosián de Castilla, de Joaquín Romero de Cepeda.
- 1588: Conserva espiritual, de Joaquín Romero de Cepeda.
- 1590: Vida y ejemplares fábulas del ingeniossisimo fabulador Esopo Frigio, y de otros autores assi griegos como latinos, con sus declaraciones, de Joaquín Romero de Cepeda.
- 1615: La creación del mundo, de Alonso de Acevedo.
- 1778: Raquel, de Vicente Antonio García de la Huerta.
- 1902: Castellanas, de José María Gabriel y Galán[54]
- 1904: Campesinas, de José María Gabriel y Galán.[55]
- 1905: Nuevas Castellanas, de José María Gabriel y Galán
- 1906: Religiosas, de José María Gabriel y Galán
- 1914: Jarrapellejos, de Felipe Trigo.
- 1934: Las Galgas, de Pedro Caba
- 1945: Tierra y mujer, o Lazara la profetisa, de Pedro Caba
- 1946: Rex, de Francisco Rodríguez Perera.
- 1953: El surco de la sangre, de Luis Álvarez Lencero.
- 1954: Alba del Gozo, de Francisco Rodríguez Perera.
- 1957: Sobre la piel de una lágrima, de Luis Álvarez Lencero.
- 1961: Hombre, de Luis Álvarez Lencero.
- 1963: Sobre los valores humanos, de Francisco Rodríguez Perera.
- 1969: Tierra dormida, de Luis Álvarez Lencero.
- 1970: Lugar común, de Pureza Canelo Gutiérrez
- 1971: Celda verde, de Pureza Canelo Gutiérrez
- 1971: Juan Pueblo, de Luis Álvarez Lencero.
- 1973: Canciones en carne viva, de Luis Álvarez Lencero.
- 1974: El barco del agua, de Pureza Canelo Gutiérrez
- 1975: La maternidad en intersexuales, de Pedro Caba
- 1978: Estampas campesinas extremeñas, de Antonio Reyes Huertas[nota 2]
- 1979: Habitable (primera poética), de Pureza Canelo Gutiérrez
- 1980: Antología poética, de Luis Álvarez Lencero.
- 1981: Homenaje a Extremadura, de Luis Álvarez Lencero.
- 1982: Poemas para hablar con Dios, de Luis Álvarez Lencero.
- 1982: Humano, de Luis Álvarez Lencero.
- 1986: Tendido verso: segunda poética, de Pureza Canelo Gutiérrez
- 1988: La ciudad blanca, de Ángel Campos Pámpano
- 1990: Pasión inédita, de Pureza Canelo Gutiérrez
- 1993: Siquiera este refugio, de Ángel Campos Pámpano
- 1995: Moraleja, de Pureza Canelo Gutiérrez
- 1998: La voz en espiral, de Ángel Campos Pámpano
- 1999: No escribir, de Pureza Canelo Gutiérrez
- 2001: Soldados de Salamina, de Javier Cercas, Premiu Nacional de Narrativa (2010).
- 2001: Historias mínimas, de Manuel Pecellín Lancharro.[56]
- 2002: La voz dormida, de Dulce Chacón.
- 2004: La semilla en la nieve, de Ángel Campos Pámpano, libro por el cual recibió el premio Extremadura a la Creación.
- 2010: Relumbres de espejuelo, de Manuel Pecellín Lancharro[57]
- 2011: A todo lo no amado, de Pureza Canelo Gutiérrez[58]
- 2013: Oeste, de Pureza Canelo Gutiérrez
- 2016: Cielo y tierra nativos, de Manuel Pecellín Lancharro.
- 2017: Polizón a la Deriva, de Florencio Rodríguez Figueiras
- 2018: Retirada, de Pureza Canelo Gutiérrez
- 2019: Habitable. (Antología poética, 1971-2018), de Pureza Canelo Gutiérrez
- 2020: Palabra naturaleza, de Pureza Canelo Gutiérrez
- 2020: Relación necesariamente breve de todo lo que ya no existe, de Aníbal Martín Borrego.
- 2021: Por si vienen a juzgarnos, de Aníbal Martín Borrego.
- 2022: De traslación, de Pureza Canelo Gutiérrez

### Extremeño

#### Originales
- 1984: Requilorios, de José María Alcón Olivera. Es la primera novela escrita en extremeño.[40]
- 2004: El corral los mis agüelus, de José Benito Mateos Pascual (escrito en la parla de El Rebollal).
- 2005: Primera Antología de Poesía Extremeña, obra hecha pol Luis Martínez Terrón.
- 2010: El revesinu, de José María Alcón Olivera. Otra novela escrita en extremeño.[40]
- 2011: La nueva literatura en estremeñu, presentada por la OSCEC.
- 2012: Pan i verea, de Ismael Carmona Garcia
- 2012: La nueva literatura en estremeñu 2
- 2013: Ceborrincho, relatos extremeños, de Miguel Herrero Uceda y Elisa Herrero Uceda
- 2015: Mamaeña, relatos extremeños, de Miguel Herrero Uceda y Elisa Herrero Uceda
- 2018: La Huélliga. Sentiris de la mi tierra, de Marcos Cruz Díaz
- 2020: Aketón, de Florencio Rodríguez Figueiras.[59]
- 2024: El sol del lobu, de Aníbal Martín.
- 2025: Euris estremeñus i sotras poemas, de Vicente Costalago

#### Traducidos[nota 3]
- 1999: El Prencipinu, traducido por Antonio Garrido Correas.
- 2002: Ebanheliu sigún San Huan, traducido por Antonio Pérez Muñoz
- 2004: La Cohtitución Ehpañola en Ehtremeñu, traducida por Pedro Cañada
- 2009: Al tentu la providéncia, de Séneca, traducido por Ismael Carmona Garcia.[60]

### Castúo
- 1921: El miajón de los castúos, de Luis Chamizo
- 1922: Cantos de las tierras pardas, de Ventura Villarubia Pila
- 1992: En la besana, de Ricardo Quintana Sánchez-Bote
- 2000: Asina, Sentimientos en Castúo, de Javier Feijóo.[61]
- 2004: Sabor a tierra abierta, de Carmen Vera
- 2009: Alreó'l tiempo, de Javier Feijóo.[62]
- 2012: Leyendas Ruralis y otrus Chismes, de Florencio Rodríguez Figueiras
- 2014: Porque Semos Asina, de Florencio Rodríguez Figueiras

### Fala
- Versus Valeoris da nosa fala - Obra poética mañega, de Domingo Frades Gaspar.
- Contus y Relatus Cortus.
- 1994: Novu Testamentu en fala, traucíu pol Mingu, (Domingo Frades Gaspar).
- 2014: O/U Pequenu Príncipi, de Antoine de Saint-Exupéry, traducido por Mingu, Seve y Pepi (Domingo Frades Gaspar, Félix Severino López Fernández y José María González Rodríguez).

### Portugués oliventino
- 2024: U principinhu, de Antoine de Saint-Exupéry, traducido por Manuel Sánchez.

### En varias lenguas
- 1902: Estremeñas, de José María Gabriel y Galán (en castellano y castúo).[63]
- 2002: Nuebah ohah ehtremeñah, de Pablo Gonzálvez González (en castellano y extremeño).
- 2019: Hijos de sangre, de Juan José Camisón (publicada bajo el pseudónimo "Juan Kam" en castellano y extremeño).
- 2023: La tierra amada y la mujer idolatrada, de Francisco José Audije Pacheco (en castellano y extremeño).
- Bestiario de tierra y tinta Clara Dies Valls, libro ilustrado con 33 leyendas de España, escritas en aragonés, andaluz, asturiano, catalán, valenciano, balear, cántabro, castellano, extremeño, euskera y gallego.

### Obras
- Requilorios
- Pan i verea
- Euris estremeñus i sotras poemas
- Seneca - Al tentu la providéncia
- La Vispera De Venu
- Decretu Senatorial a tentu Las Bacanalis
- Palramenta'l xefi Seattle
- La vereína del fragüín
- Jarrapellejos
- Días sin sol

### Fala
- A fala do Val de Xálima, goza de boa soidi?
- A fala do Val de Xálima